# 貝蒂訥河
貝蒂訥河（法語：Béthune，法語發音：[betyn] ⓘ）是法國的河流，位於濱海塞納省，屬於阿爾克河的支流，河道全長61公里，流域面積317平方公里，發源自加耶方丹，平均流量每秒2.9立方米。

## 外部連結
- The Béthune on the Sandre website （页面存档备份，存于） （法文）
- Accès aux villes et villages de France du Quid （法文）
- French Geography website （页面存档备份，存于） （法文）